# Jim Thompson
James Mayer Thompson, conegut com a Jim Thompson (Anadarko, Oklahoma; 1906 - Huntington Beach, Califòrnia; 1977) fou un periodista i escriptor de novel·la negra. Per alguns, el tercer autor més destacable del gènere, després de Dashiell Hammett i Raymond Chandler.

## Biografia
Va estudiar a Texas i a Nebraska, i fins que no va aconseguir fer-se un nom com a escriptor, va tenir una vida molt nòmada i marcada per una gran diversitat d'oficis, que després reflectiria en moltes de les seves novel·les. Va ser cambrer, recol·lector, camioner, expert en explosius per a una companyia petroliera, vigilant armat, venedor ambulant i periodista i col·laborador en revistes pulp. Es va casar a Marysville, Kansas, l'any 1931.
Com a periodista, va destacar per la seva actitud crítica i els seus posicionaments marxistes, que fins i tot van obligar-lo a fugir literalment d'alguna població. Precisament la seva ideologia política va fer que fos inclòs en la llista de possibles comunistes presentada pel guionista Martin Berkeley durant la "cacera de bruixes". Tanmateix, la poca fama que tenia aleshores a Hollywood va fer que, o bé fos esborrat de la llista, o bé ningú en fes cas, perquè durant una època en què molts escriptors encara eren proscrits, Jim Thompson va poder desenvolupar una certa carrera dins de Hollywood. Va escriure guions per a dues pel·lícules de Stanley Kubrick, Atracament perfecte (The Killing) (1956) i Camins de glòria (Paths of Glory) (1957). També va col·laborar en una adaptació de The Gateway per a Peter Dogdanovich, i creà la base de la sèrie de televisió Ironside (1967). Es creu que, per fer front a les penúries econòmiques, una bona part de la seva obra la va escriure per encàrrec.

## Estil
Thompson ha passat a la història pel seu estil literari cru i contundent. És indubtablement hereu dels escriptors "durs" dels anys trenta (Horace McCoy, James M. Cain), però les seves novel·les radicalitzen la imatge d'una societat cruel i desesperançada, marcada per la Depressió. Se situa, doncs, en un realisme crític i escèptic, que pretén reflectir el defalliment de la vida social, des de l'individu fins a la col·lectivitat, sovint en un clima de magra moralitat. Adopta l'estil directe i incisiu dels primers escriptors hard-boiled, però s'endinsa vers un caràcter més introspectiu, que el situa en l'òrbita de la novel·la negra psicològica.
A diferència, també, de la novel·la negra més clàssica, les seves obres estan sovint ambientades en poblacions petites i en els grans espais oberts i inhòspits de l'Amèrica profunda.

## Obra
Thompson va escriure les següents obres
- 1942: Now and Earth
- 1946: Heed the Thunder
- 1949: Nothing more than Murder
- 1950: Wild Town
- 1952: The Killer inside me (L'assassí dins meu)
- 1953: Savage night
  - The Criminal (El criminal)
  - Hell of a Woman (Un dimoni de dona)
  - A Swell-Looking Babe (Una mossa estupenda)
- 1956: After Dark my Sweet
- 1957: The Kill-off (L'assassinat)
- 1958: The Gateway (La fugida)
- 1961: The Trangressors
- 1963: The Grifters (Els Tramposos)
- 1964: Pop 1280 (1280 ànimes)
- 1965: Texas by the Trail
- 1967: South of Heaven
- 1972: Child of Rage

## Adaptacions cinematogràfiques
Algunes publicacions de Jim Thompson han estat al cinema:
- The Getaway (1972) - dirigida per Sam Peckinpah
- The Killer Inside Me (1975) - dirigida per Burt Kennedy
- Série noire (1978) - dirigida per Alain Corneau, basada en Un dimoni de dona
- Coup de torchon (1981) - dirigida per Bertran Tavernier, basada en Pop. 1280